# Горіховий Гай (роз'їзд)
Горі́ховий Га́й — пасажирський зупинний пункт Сумського напрямку. Розташований між платформами Манченки та Просторе. Пункт розташований у селищі. Ударне Харківського району. На пункті зупиняються лише приміські потяги. Пункт відноситься до Сумської дирекції Південної залізниці.
Відстань до станції Харків-Пасажирський — 33 км.